# Coniothyrium ampelopsidis-hederaceae
Coniothyrium ampelopsidis-hederaceae är en svampart som först beskrevs av Pier Andrea Saccardo, och fick sitt nu gällande namn av Biga, Cif. & Bestagno 1959. Coniothyrium ampelopsidis-hederaceae ingår i släktet Coniothyrium och familjen Leptosphaeriaceae.   Inga underarter finns listade i Catalogue of Life.